# Piramida Pepiego I
Piramida Pepiego I – piramida zbudowana przez władcę starożytnego Egiptu Pepiego I z VI dynastii na nekropoli w południowej Sakkarze.

## Nazwa Piramidy
|             |     |     |
| \| \| \| \| |     |     |
|             |     |     |
| Q3 · Q3     | M17 | M17 |

| Q3 · Q3 | M17 | M17 |

|             |     |     |
| \| \| \| \| |     |     |
|             |     |     |
| Q3 · Q3     | M17 | M17 |

| Q3 · Q3 | M17 | M17 |

| Y5 · N35 | F35 | O24 |

Men-nefer-Pepi – Trwały i piękny jest Pepi.
Nazwa całego kompleksu grobowego brzmiała Men-nefer-Pepi. Kompleks ten dał później (za XVIIII dynastii) nazwę nieopodal położonemu miastu ("miasto przy piramidzie"), Memfis. Jest to grecka transkrypcja nazwy egipskiej Memfi.

## Zespół grobowy
Plan całego kompleksu grobowego nawiązywał do planów obiektów wzniesionych przez poprzedników Pepiego, szczególnie zespołu grobowego Tetiego.
Piramida pierwotnie miała długość boku prawie 79 m, wysokość prawie 52,5 m, a kąt nachylenia – 53°13'. Jej rdzeń składał się z 6 stopni i był zbudowany z małych bloków wapiennych spojonych glinianą zaprawą. Do budowy rdzenia użyto m.in. bloków pochodzących z kompleksu Seszseszet, matki Tetiego. Piramida była, podobnie jak i inne piramidy, pokryta okładziną z białego wapienia. Wejście do niej znajdowało się od północnej strony. Stała tu prawdopodobnie kaplica wejściowa, z której jednak nic się nie zachowało. Podziemne pomieszczenia są podobne do podobnych pomieszczeń we wcześniejszych piramidach z V i VI dynastii. Od wejścia biegnie schodzący w dół korytarz, który kończy się westybulem. Za nim ciągnie się poziomy korytarz, prowadzący do przedsionka, w którego wschodniej części znajduje się wejście do komory grobowej, po zachodniej zaś serdab z 3 niszami. Strop przedsionka i komory grobowej zbudowany jest z 3 warstw potężnych bloków, z których każda składa się z 16 elementów. Na suficie tych pomieszczeń wymalowane są białe gwiazdy na tle czarnego nieboskłonu.
W południowo-wschodniej części kompleksu znajdowała się niewielka piramida kultowa.
Na południe od piramidy Pepiego odkryto kompleksy grobowe żon Pepiego I.

## Archeolodzy w kompleksie Pepiego I
Po raz pierwszy piramida była penetrowana przez Perringa w latach 30. XIX w., ale do podziemnych pomieszczeń piramidy wszedł jako pierwszy Gaston Maspero w 1880 r. Piramida była dokładnie badana przez francuską misję archeologiczną pod kierownictwem Lauera i Garnota, a od 1963 r. przez Leclanta i Labrousse'a.

## Odkrycia
Największym i najsłynniejszym odkryciem w kompleksie Pepiego były tzw. Teksty Piramid, znajdujące się na ścianach korytarzy, przedsionka i komory grobowej. To właśnie w piramidzie Pepiego I po raz pierwszy na nie natrafiono.
Z jego świątyni grobowej pochodzą posążki jeńców ze związanymi z tyłu rękami, stanowiące prawdziwa galerię typów etnicznych z Azji i Afryki, z którymi stykali się starożytni Egipcjanie.
Z wyposażenia grobu zachowały się: mały krzemienny nóż, 14 fragmentów waz kanopskich z żółtego alabastru, fragmenty płótna i sandał z czerwonawego drewna, prawdopodobnie z sykomory. Sarkofag władcy uległ zniszczeniu, we wnętrzu piramidy zachowały się tylko nieliczne jego fragmenty. Poza tym odkryto tam fragmenty mumii, nie jest jednak pewne, czy jest to mumia Pepiego I czy też pochodzi z jakiegoś innego, późniejszego pochówku.

## Stan obecny
Cały kompleks jest obecnie mocno zniszczony, gdyż był traktowany jako kamieniołom i źródło budulca dla późniejszych inwestycji. Z zachowanych fragmentów tekstu restauracyjnego Chaemuaseta wiemy, że jeszcze za XIX dynastii piramida była w dobrym stanie. Obecnie sama piramida ma nie więcej jak 12 m wysokości, a w jej środku znajduje się wielki krater po wybranym surowcu.